# Matherville
Matherville es una villa ubicada en el condado de Mercer en el estado estadounidense de Illinois. En el Censo de 2010 tenía una población de 723 habitantes y una densidad poblacional de 699,63 personas por km².

## Geografía
Matherville se encuentra ubicada en las coordenadas 41°15′33″N 90°36′21″O / 41.25917, -90.60583. Según la Oficina del Censo de los Estados Unidos, Matherville tiene una superficie total de 1.03 km², de la cual 1.01 km² corresponden a tierra firme y (2.01%) 0.02 km² es agua.

## Demografía
Según el censo de 2010, había 723 personas residiendo en Matherville. La densidad de población era de 699,63 hab./km². De los 723 habitantes, Matherville estaba compuesto por el 98.48% blancos, el 0.28% eran afroamericanos, el 0.41% eran amerindios, el 0.28% eran asiáticos, el 0% eran isleños del Pacífico, el 0.14% eran de otras razas y el 0.41% pertenecían a dos o más razas. Del total de la población el 1.52% eran hispanos o latinos de cualquier raza.